# Tezaurul Seuso

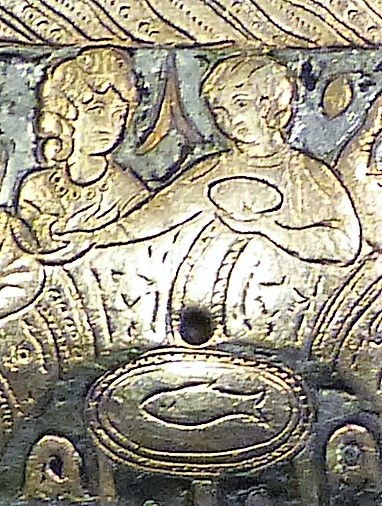
Seuso și soția sa la Lacul Balaton

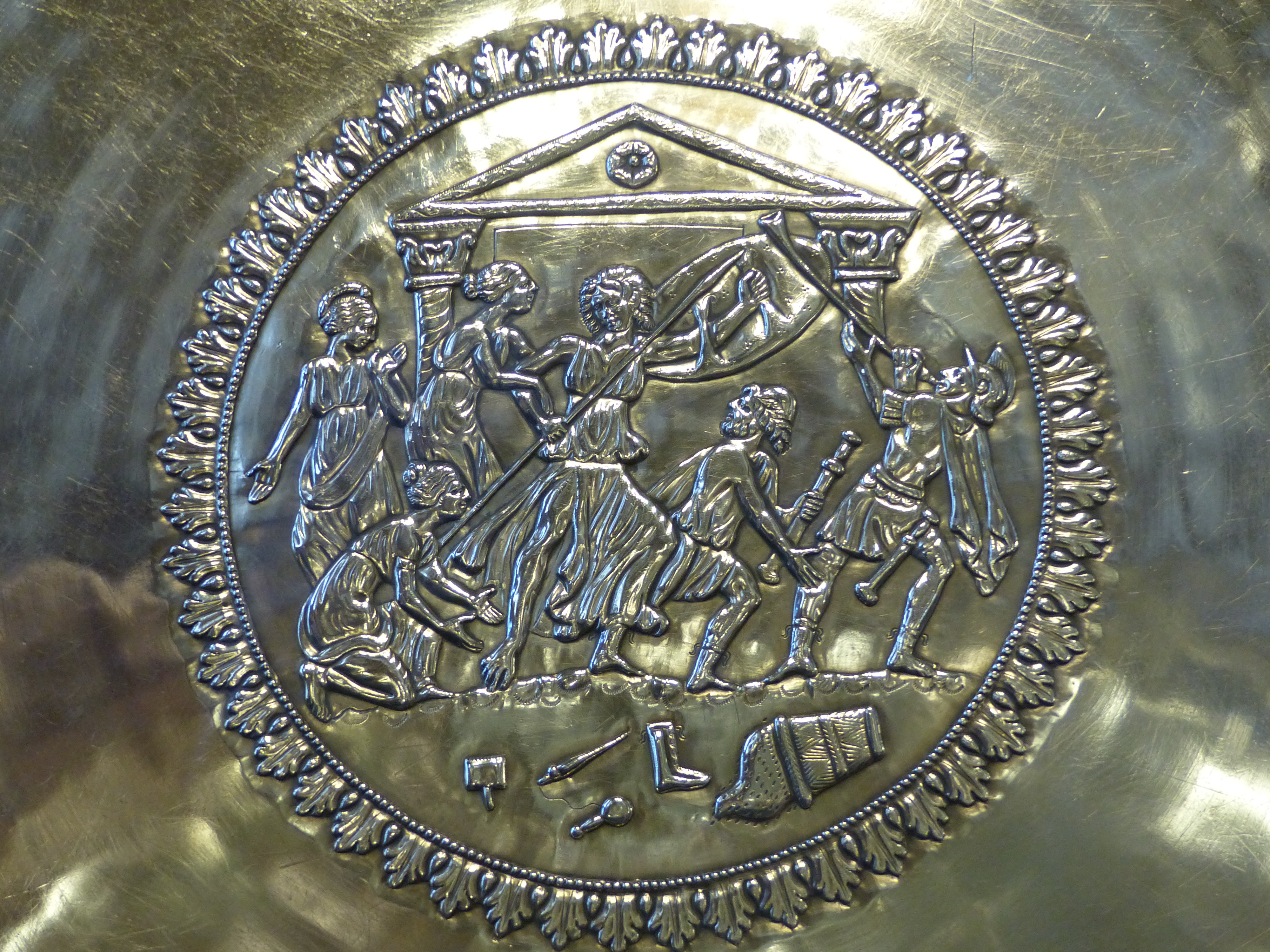
Detaliu din tava lui Ahile

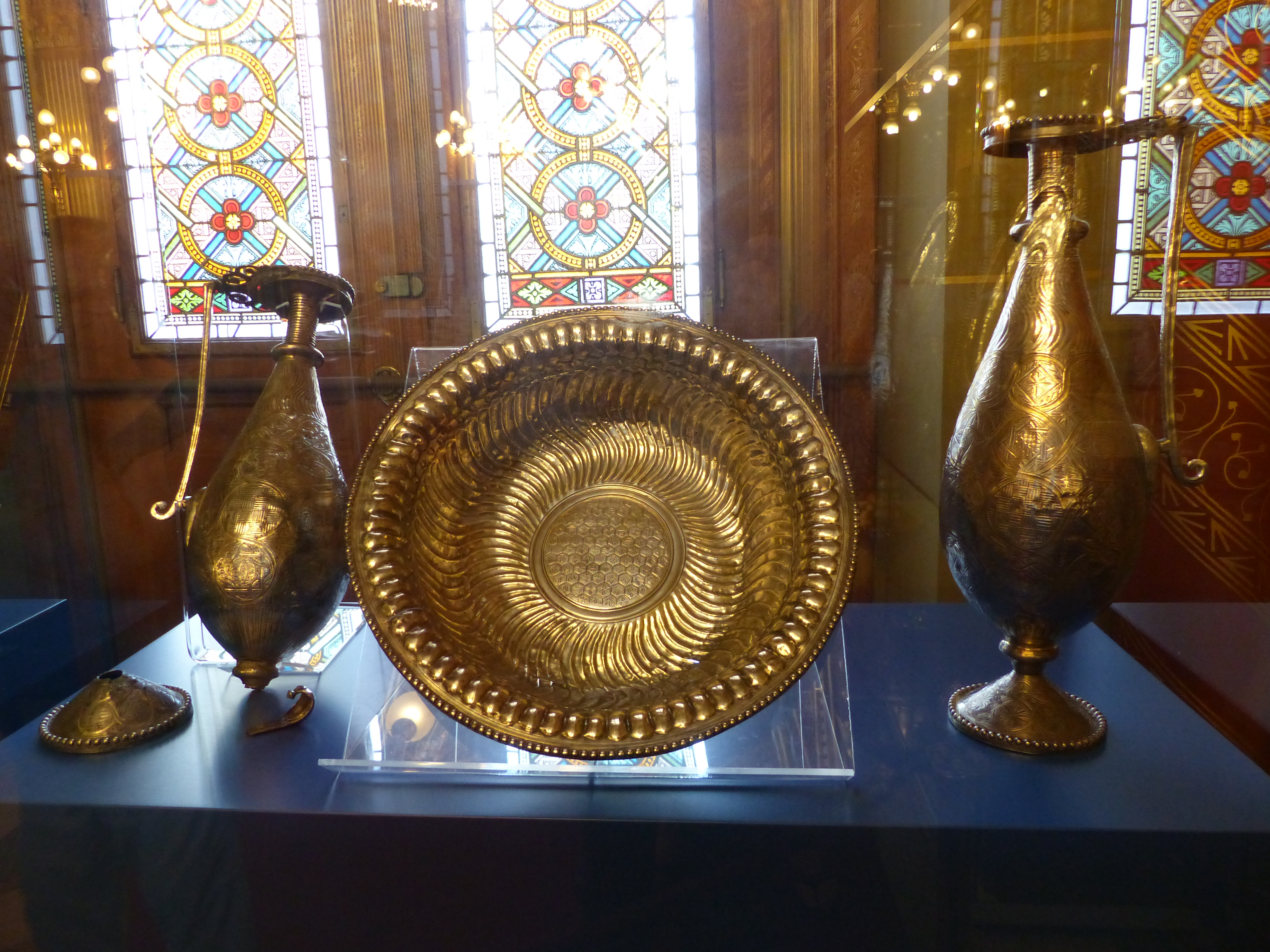
Aghiasmatar

Tezaurul Seuso  sau Tezaurul Sevso (maghiară Seuso-kincsek; croată Seusovo blago), este un tezaur format din obiecte de argint (14 articole) de la sfârșitul Imperiului Roman. Primele piese au apărut pe piață în Londra, în 1980, comoara fiind achiziționată de un consorțiu condus de Spencer Compton, al VII-lea Marchiz de Northampton. Au existat documente în care s-a afirmat că ar fi fost găsit în regiunile Tirși Sidon din Liban. Tezaurul a fost pus în vânzare în New York în 1990 de către Sotheby's, dar vânzarea a fost oprită atunci când documentația s-a dovedit a fi falsă, și guvernele din Ungaria, Iugoslavia și Liban au ridicat pretenții de proprietate. Pretențiile de proprietate ale acestor țări au fost respinse de către un tribunal din SUA și comoara a rămas în posesia Marchizului de Northampton. La Scotland Yard cazul este încă deschis.

## Originea și proveniența tezaurului
Originea și proveniența tezaurului sunt probabil cunoscute, dar nu s-a recunoscut în mod public. Există multe dovezi științifice care indică faptul că tezaurul a fost prima dată achiziționat în anii 1970, după uciderea unui soldat maghiar, care a descoperit comoara săpând în mod ilegal pe terenul unui sit arheologic oficial din Ungaria.
 
Pe 26 martie 2014, primul ministru al Ungariei, Viktor Orbán a anunțat că jumătate din Tezaurul Seuso (șapte piese) a fost cumpărată de către Ungaria. Primul ministru l-a descris ca argintărie de familie din Ungaria.
      
În iunie 2017 restul de șapte artefacte a luat drumul Ungariei, pentru suma de 28 de milioane de euro.

## Conținutul
Tezaurul este format din 14 vase mari de argint decorate și un cazan de cupru în care se aflau piesele: a fost datat la sfârșitul secolului IV e.n. sau începutul secolului V. Cel mai notabil este un vas mare, de 70 cm în diametru și având o greutate de aproape 9 kg, care poartă inscripția:
Hec Sevso tibi durent per saecula multa

Posteris ut prosint vascula giselle tuis

 
Fie acestea, o, Seuso, ale tale pentru multă vreme
 
Vasele mici se potrivesc pentru a servi urmașilor tăi.

## Descoperire

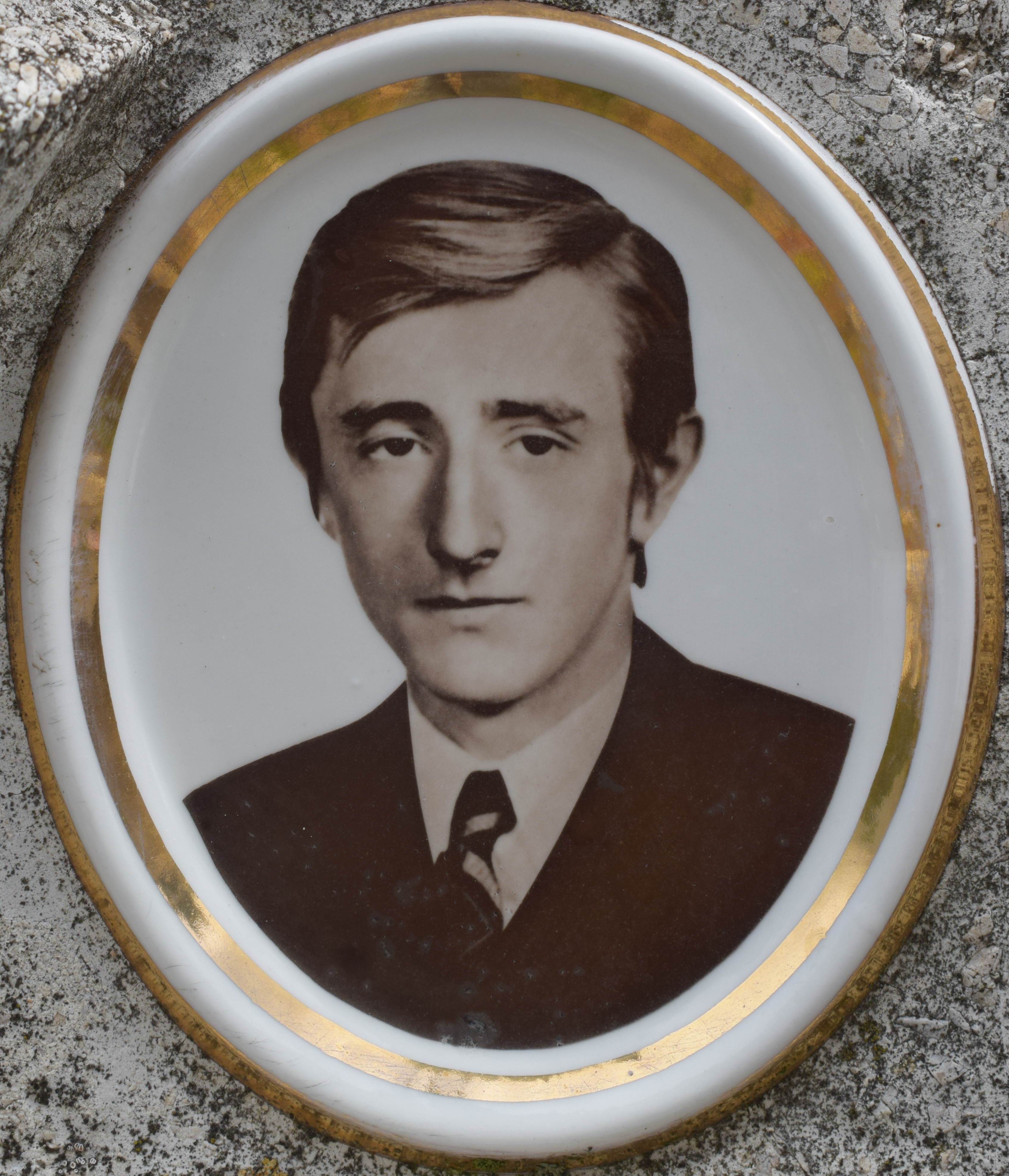
József Sümegh, care a susținut că a găsit comoara prin 1975-76, lângă Polgárdi, Ungaria

Tezaurul a atras atenția în 1980, când o singură bucată aflată în posesia a doi anticari din Viena a fost oferită spre vânzare la Londra. Alte piese au ajuns pe piață, și ceea ce este considerat a fi tezaurul complet a fost achiziționat de un consorțiu condus de Spencer Compton. Sotheby's a afirmat că tezaurul provine din "ceea ce a fost odată Provincia Fenicia în Imperiul Roman de Răsărit".

## Tezaurul este readus în Ungaria
Pe 26 martie 2014, Viktor Orbán, primul ministru al Ungariei, a anunțat că jumătate din Tezaurul Seuso (șapte piese) s-a întors în Ungaria, pentru suma de 15 milioane de euro. Cele șapte artefacte au fost expuse temporar în clădirea Parlamentului Maghiar pe 29 martie 2014. Pe 12 iulie 2017, premierul Ungariei a anunțat că alte șapte piese au fost aduse înapoi în Ungaria și vor fi expuse împreună cu celelalte șapte la Budapesta, la Muzeul de Belle Arte, până în 2018, în cazul în care acestea sunt destinate să fie un element central al noii aripe a muzeului. 